# Aleksander Vinter
Aleksander Vinter (Oslo, Noruega, 16 de abril de 1987), é um músico norueguês que produz músicas pelos nomes de Savant (com mais lançamentos até hoje), Blanco, Vinter in Hollywood, Vinter in Vegas, Aleksander Vinter, Datakrash, The Christopher Walkens, No Funeral e Megatron (cantor). O nome Savant vem de uma rara doença com o mesmo nome, a qual ele mesmo tem. Ele diz que esta doença deu várias habilidades musicais a ele, e o permite produzir músicas em um curto período de tempo. Ele afirma que ao longo de sua vida já compôs mais de 10.000 músicas.

## Carreira
Em 2009 lançou o seu álbum de estreia, Outbreak, como Vinter in Hollywood. Outbreak foi no mesmo ano nomeado na categoria de música electrónica para a Norwegian Grammy Awards.
Aleksander assinou contracto com a SectionZ Records em 2010 e lançou Mamachine sob o pseudónimo Vinter in Vegas, e, em 2011, Ninür como Savant.
Em 2012, Aleksander lançou mais 4 álbuns, incluindo Alchemist, que chegou ao 1º lugar para Dubstep, Drum and Bass, Electro-House, Glitch Hop, Drumstep, Indie Dance/Nu Disco e Overall no Beatport.
Em 2013, a sua fanbase foi aumentando enquanto embarcava em duas excursões norte-americanas. Entre as excursões eles lançou o álbum Cult e forneceu música para o jogo de estúdio da D-Pad, Savant: Ascent. Orakel foi lançado em 11 de Dezembro de 2013 e chegou ao 3º lugar na tabela de Dance do iTunes nos EUA.
Em 2014, Savant lançou Protos, que chegou ao 24º lugar na tabela de Pop norte-americana do iTunes e em 1º lugar nas tabela de Electronica e Overall no Bandcamp. Mais tarde nesse ano, 13 de Dezembro, ZION foi lançado, atingindo o 2º lugar na tabela de Dance do iTunes nos EUA. ZION também chegou ao 19º lugar na tabela de Dance e em 24º lugar na tabela Heatseekers da Billboard.
O seu 13º álbum, Invasion, foi lançando em 26 de Janeiro de 2015, e levou deadmau5 a indicar Savant como "a mudança que o EDM precisa".

## Discografia

### Álbuns
- Shredder (2008) (como Megatron)
- DragonFlower (2009) (como Winterbliss)
- Outbreak (2009) (como Vinter in Hollywood)
- Survival of the Fattest CD1: Bangers (2009) (como Vinter in Hollywood)
- Survival of the Fattest CD2: Destroy (2009) (como Vinter in Hollywood)
- Survival of the Fattest CD3: Ambience (2009) (como Vinter in Hollywood)
- Survival of the Fattest CD4: Disco (2009) (como Vinter in Hollywood)
- Castle Repercussions - Soundtrack (2009) (como Aleksander Vinter)
- Nintendo Atmospheres (2010) (como Aleksander Vinter)
- Beats Vol. 1 (2010) (como Datakrash)
- A House in Hollywood (2010) (como Vinter in Hollywood)
- Mindfighting (2010) (como Vinter in Vegas)
- Vinter in Hollywood (2011) (como Vinter in Hollywood)
- Mamachine (2011) (como Vinter in Vegas)
- Beats Vol. 2 (2011) (como Datakrash)
- Ninür (2011)
- Vario (2012)
- Overworld (2012)
- ISM (2012)
- Alchemist (2012)
- Overkill (2013)
- Cult (2013)
- Orakel (2013)
- Protos (2014)
- ZION (2014)
- Invasion (2015)
- Vybz (2016)
- Outcasts (2016)
- The Black Room (2017) trilha sonora para The Black Room (filme de 2017) com Natasha Henstridge
- Jester (2017)
- Slasher (2018)

### EPs
- Thrillseekers (2009)
- My First Dubstep (2009)
- MASKS (2010) (como Vinter in Hollywood)
- Latidos De Las Niñas (também conhecido como The Mother Of God And A Filthy Whore) (2010) (como Blanco)
- Dead Surfers Club (2010) (como The Christopher Walkens)
- Masquerade (2011) (como Aleksander Vinter)
- The Ritalin Project com Donny Goines (2012)
- Mindmelt (2012) (gratuito)
- ♥ (Heart) (2013)
- Four Days (2013)
- Thank You (2013)
- Bajo (2015) (como Blanco)

### Mixtapes
- V for Vinter (2011) (como Vinter in Hollywood)
- Blood and Happiness (2011) (como Vinter in Hollywood)
- Savant`s 75 Minute Underground Hip-Hop Mixtape (2013)
- Archive Mix (2013)
- Space Tour (2014)
- Zombies Mixtape (também conhecido como Trashtape) (2014)
- Throwback Mix (2014)
- Waffle Mix (2014)
- Unfinished Business (2014)
- DJ Set 2015 (2015)

### Singles
- Virus (2009) (como Vinter in Hollywood)
- Ride Like The Wind (2010) (gratuito) (como Vinter in Hollywood)
- Ninur (2011)
- Mother Russia (2012) (gratuito)
- Trevor feat. Kiazuki (2012) (gratuito)
- Ode To Joy (2012) (gratuito)
- Shake The Room (2012) (gratuito)
- Amerika (2014)
- Cloud Rider (2014)
- Veritech (2014)
- Rude Gal (2014)
- Derby com Jelo (2014)
- Slasher (2015)
- Fire (2016)
- Cassette (2016)
- Savior (2016)
- Forsaken (2016)
- Fabrics (2016)
- Hustler (2016)
- Get It Get It com Snoop Dogg e DMX (2016)
- Surprise (2017)

(Todos os álbuns e singles sem identificação foram lançados pelo nome de Savant)